# 里卡尔多·莫兰迪
里卡尔多·莫兰迪（義大利語：Riccardo Morandi，1908年9月1日—1989年12月25日）是一名因对钢筋混凝土的创新使用而闻名的意大利土木結構工程师。他最著名的作品是委内瑞拉的拉斐尔·乌达内塔将军大桥。

## 橋樑作品
- 拉斐尔·乌达内塔将军大桥，1964年4月，遭埃索·马拉开波号油轮撞击[1]。
- 莫蘭迪橋，2018年8月14日在暴风雨中突然断裂[2]。
- 瓦迪科夫大橋